# Canton de la Guerche-de-Bretagne
Le canton de la Guerche-de-Bretagne est un canton français située dans le département d'Ille-et-Vilaine et la région Bretagne.

## Histoire
À la suite du redécoupage des cantons pour 2015, les douze communes sont à nouveau rattachées au canton de la Guerche-de-Bretagne, agrandi de dix-neuf communes.

## Représentation

### Conseillers d'arrondissement (de 1833 à 1940)
Le canton de La Guerche avait deux conseillers d'arrondissement au XIXe siècle.
Il appartenait à l'arrondissement de Vitré.
| Période                                  | Période      | Identité                     | Étiquette           | Qualité |
| ---------------------------------------- | ------------ | ---------------------------- | ------------------- | --- |
| 1833                                     | 1842         | M. Louin                     |                     | Maire de La Guerche                                                                                         |
| 1833                                     | 1836         | M. Renouard                  |                     | Propriétaire, conseiller municipal de Rennes                                                                |
| 1836                                     | 1839         | M. Le Gay                    |                     | Notaire à La Guerche                                                                                        |
| 1839                                     | 1842         |                              |                     | |
| 1842                                     | 1848         | Achille Napoléon Courcier    |                     | Maire de La Guerche                                                                                         |
| 1842                                     | 1848         | Emmanuel Hévin (1810-1867)   |                     | Maire de Moulins                                                                                            |
|                                          |              |                              |                     | |
| 1904                                     |              | François Heinry              | Conservateur        | Propriétaire, maire de Bais                                                                                 |
| 1904                                     | 1919         | Émile Hévin père (1846-1919) | Républicain libéral | Maire de Moulins (1871-1919)                                                                                |
| 1919                                     | 1923         | Émile Bonnelière             | Républicain Libéral | Médecin à La Guerche-de-Bretagne                                                                            |
| 1919                                     | 1920 (décès) | M. Rault                     | Républicain         | |
| 1920                                     | 1923         | Émile Bonnelière             | Républicain Libéral | Médecin à La Guerche-de-Bretagne                                                                            |
| 1923                                     | 1940         | Émile Hévin fils (1870-1965) | Républicain Libéral | Maire de Moulins                                                                                            |
| 1931                                     | 1934         | Marcel Peltier               | RG                  | Cultivateur à La Guerche-de-Bretagne                                                                        |
| 1940                                     |              |                              |                     | Les conseils d'arrondissement ont été suspendus par la loi du 12 octobre 1940 et n'ont jamais été réactivés |
| Les données manquantes sont à compléter. |              |                              |                     | |

### Conseillers généraux de 1833 à 2015
| Période | Période          | Identité                   | Étiquette           | Qualité |
| ------- | ---------------- | -------------------------- | ------------------- | --- |
| 1833    | 1841 (démission) | Antoine Marie Christophe   |                     | Maire de Bais |
| 1841    | 1848             | Élie Coursier (1789-1854)  |                     | Président du tribunal civil de Vitré puis président de la cour d'appel de Rennes, né à La Guerche-de-Bretagne                                |
| 1848    | 1864             | René Dufeu                 |                     | Propriétaire à La Guerche-de-Bretagne |
| 1864    | 1881 (décès)     | Jean-Marie Heinry          | Droite légitimiste  | Propriétaire |
| 1881    | 1923 (décès)     | Fernand Després            | Droite monarchiste  | Propriétaire à La Guerche-de-Bretagne |
| 1923    | 1931 (décès)     | Émile Bonnelière           | Républicain Libéral | Médecin à La Guerche-de-Bretagne |
| 1931    | 1940             | Émile Bodard               | RG                  | Entrepreneur, maire de Bais |
|         |                  |                            |                     | |
| 1943    | 1945             | Auguste Samson (1885-1971) | ?                   | Ingénieur, directeur des usines de constructions automobiles Brasier Maire de La Guerche-de-Bretagne, nommé conseiller départemental en 1943 |
|         |                  |                            |                     | |
| 1945    | 1951             | Émile Bodard               | Rad.                | Entrepreneur, maire de Bais |
| 1951    | 1973 (démission) | Henri Lassourd             | DVD puis UDR        | Vétérinaire, député de la troisième circonscription d'Ille-et-Vilaine (1968-1973), maire de La Guerche-de-Bretagne (1945-1977)               |
| 1973    | 1988             | Emmanuel Pontais           | DVD puis UDF-CDS    | Médecin, maire de La Guerche-de-Bretagne (1977-1989)                                                                                         |
| 1988    | 2001             | Patrick Lassourd           | RPR                 | Vétérinaire, sénateur d'Ille-et-Vilaine (1998-2003),maire de La Guerche-de-Bretagne (1989-2003)                                              |
| 2001    | 2008             | Michel Theudes             | DVD                 | Cadre PMI Adjoint au maire de La Guerche-de-Bretagne                                                                                         |
| 2008    | 2015             | Pierre Després             | UMP                 | Agriculteur, maire de La Guerche-de-Bretagne (depuis 2003)                                                                                   |

### Conseillers départementaux à partir de 2015
| Période élective | Période élective | Mandat | Mandat   | Identité                 | Nuance | Nuance | Qualité |
| ---------------- | ---------------- | ------ | -------- | ------------------------ | ------ | ------ | --- |
| 2015             | 2021             | 2015   | 2021     | Aymeric Massiet du Biest |        | DVD    | Chargé de mission Développement territorial et Action sociale Adjoint au maire de La Guerche-de-Bretagne jusqu'en 2020                           |
| 2015             | 2021             | 2015   | 2021     | Monique Sockath          |        | LR     | Enseignante 1er degré - directrice d'école Adjointe au maire d'Argentré-du-Plessis Ancienne conseillère générale du Canton d'Argentré-du-Plessis |
| 2021             | 2028             | 2021   | en cours | Marie-Christine Morice   |        | UDI    | Accueillante Familiale - Maire d'Étrelles (depuis 2008)                                                                                          |
| 2021             | 2028             | 2021   | en cours | Christian Sorieux        |        | LR     | Cadre de la fonction publique - Maire de Chelun (depuis 2014)                                                                                    |

### Résultats détaillés

#### Élections de mars 2015
À l'issue du 1er tour des élections départementales de 2015, deux binômes sont en ballottage : Aymeric Massiet du Biest et Monique Sockath (UMP, 37,82 %) et Virginie Dufort et Marcel Lefrancq (FN, 23,94 %). Le taux de participation est de 48,10 % (13 776 votants sur 28 641 inscrits) contre 50,9 % au niveau départemental et 50,17 % au niveau national.
Au second tour, Aymeric Massiet du Biest et Monique Sockath (UMP) sont élus avec 70,73 % des suffrages exprimés et un taux de participation de 46,98 % (8 596 voix pour 13 458 votants et 28 648 inscrits).
Aymeric Massiet du Biest a quitté LR en janvier 2018.

#### Élections de juin 2021
Le premier tour des élections départementales de 2021 est marqué par un très faible taux de participation (33,26 % au niveau national). Dans le canton de la Guerche-de-Bretagne, ce taux de participation est de 30,15 % (8 923 votants sur 29 594 inscrits) contre 34,85 % au niveau départemental. À l'issue de ce premier tour, deux binômes sont en ballottage : Marie-Christine Morice et Christian Sorieux (Union au centre et à droite, 38,49 %) et Bruno Gatel et Monique Sockath (Union à droite, 26,66 %).
Le second tour des élections est marqué une nouvelle fois par une abstention massive équivalente au premier tour. Les taux de participation sont de 34,36 % au niveau national, 34,98 % dans le département et 29,39 % dans le canton de la Guerche-de-Bretagne. Marie-Christine Morice et Christian Sorieux (Union au centre et à droite) sont élus avec 59,72 % des suffrages exprimés (4 564 voix pour 8 700 votants et 29 599 inscrits),,. 

## Composition

### Composition avant 2015

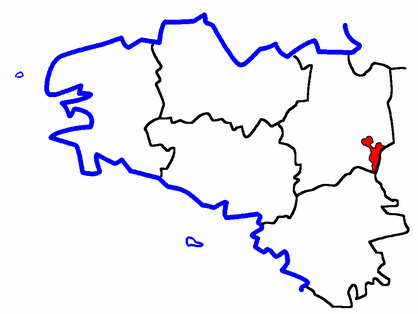
Situation du canton de la Guerche-de-Bretagne dans le département d'Ille-et-Vilaine avant 2015.

Le canton de la Guerche-de-Bretagne regroupait douze communes.
| Nom                                | Code Insee | Codepostal | Superficie (km2) | Population (dernière pop. légale) | Densité (hab./km2) |
| ---------------------------------- | ---------- | ---------- | ---------------- | --------------------------------- | ------------------ |
| La Guerche-de-Bretagne (chef-lieu) | 35125      | 35130      | 11,53            | 4 273 (2012)                      | 371                |
| Availles-sur-Seiche                | 35008      | 35130      | 11,06            | 693 (2012)                        | 63                 |
| Bais                               | 35014      | 35680      | 35,18            | 2 152 (2012)                      | 61                 |
| Chelun                             | 35077      | 35640      | 11,25            | 344 (2012)                        | 31                 |
| Drouges                            | 35102      | 35130      | 11,63            | 548 (2012)                        | 47                 |
| Eancé                              | 35103      | 35640      | 16,50            | 393 (2012)                        | 24                 |
| Moulins                            | 35198      | 35680      | 15,21            | 679 (2012)                        | 45                 |
| Moussé                             | 35199      | 35130      | 3,37             | 315 (2012)                        | 93                 |
| Moutiers                           | 35200      | 35130      | 17,64            | 940 (2012)                        | 53                 |
| Rannée                             | 35235      | 35130      | 51,95            | 1 133 (2012)                      | 22                 |
| La Selle-Guerchaise                | 35325      | 35130      | 2,14             | 154 (2012)                        | 72                 |
| Visseiche                          | 35359      | 35130      | 16,03            | 807 (2012)                        | 50                 |

Le canton de la Guerche-de-Bretagne n'incluait dans ses limites antérieures à 2015 aucune commune supprimée depuis la création des communes sous la Révolution. Le seul changement notable est la création de la commune de Rannée par prélèvement sur le territoire de La Guerche-de-Bretagne en 1900.

### Composition depuis 2015
Depuis les élections départementales de 2015, le canton de la Guerche-de-Bretagne regroupe 31 communes entières.
| Nom                                            | Code Insee | Intercommunalité             | Superficie (km2) | Population (dernière pop. légale) | Densité (hab./km2) | Modifier                                    |
| ---------------------------------------------- | ---------- | ---------------------------- | ---------------- | --------------------------------- | ------------------ | ------------------------------------------- |
| La Guerche-de-Bretagne (bureau centralisateur) | 35125      | CA Vitré Communauté          | 11,53            | 4 450 (2022)                      | 386                | modifier les données · modifier les données |
| Arbrissel                                      | 35005      | CC Roche aux Fées Communauté | 4,62             | 270 (2022)                        | 58                 | modifier les données · modifier les données |
| Argentré-du-Plessis                            | 35006      | CA Vitré Communauté          | 41,46            | 4 591 (2022)                      | 111                | modifier les données · modifier les données |
| Availles-sur-Seiche                            | 35008      | CA Vitré Communauté          | 11,06            | 647 (2022)                        | 58                 | modifier les données · modifier les données |
| Bais                                           | 35014      | CA Vitré Communauté          | 35,18            | 2 511 (2022)                      | 71                 | modifier les données · modifier les données |
| Brielles                                       | 35042      | CA Vitré Communauté          | 11,40            | 679 (2022)                        | 60                 | modifier les données · modifier les données |
| Chelun                                         | 35077      | CC Roche aux Fées Communauté | 11,25            | 354 (2022)                        | 31                 | modifier les données · modifier les données |
| Coësmes                                        | 35082      | CC Roche aux Fées Communauté | 23,24            | 1 435 (2022)                      | 62                 | modifier les données · modifier les données |
| Domalain                                       | 35097      | CA Vitré Communauté          | 33,54            | 2 050 (2022)                      | 61                 | modifier les données · modifier les données |
| Drouges                                        | 35102      | CA Vitré Communauté          | 11,63            | 503 (2022)                        | 43                 | modifier les données · modifier les données |
| Eancé                                          | 35103      | CC Roche aux Fées Communauté | 16,50            | 430 (2022)                        | 26                 | modifier les données · modifier les données |
| Essé                                           | 35108      | CC Roche aux Fées Communauté | 23,19            | 1 028 (2022)                      | 44                 | modifier les données · modifier les données |
| Étrelles                                       | 35109      | CA Vitré Communauté          | 27,17            | 2 670 (2022)                      | 98                 | modifier les données · modifier les données |
| Forges-la-Forêt                                | 35114      | CC Roche aux Fées Communauté | 6,04             | 265 (2022)                        | 44                 | modifier les données · modifier les données |
| Gennes-sur-Seiche                              | 35119      | CA Vitré Communauté          | 18,50            | 943 (2022)                        | 51                 | modifier les données · modifier les données |
| Marcillé-Robert                                | 35165      | CC Roche aux Fées Communauté | 20,30            | 994 (2022)                        | 49                 | modifier les données · modifier les données |
| Martigné-Ferchaud                              | 35167      | CC Roche aux Fées Communauté | 74,10            | 2 632 (2022)                      | 36                 | modifier les données · modifier les données |
| Moulins                                        | 35198      | CA Vitré Communauté          | 15,21            | 716 (2022)                        | 47                 | modifier les données · modifier les données |
| Moussé                                         | 35199      | CA Vitré Communauté          | 3,37             | 310 (2022)                        | 92                 | modifier les données · modifier les données |
| Moutiers                                       | 35200      | CA Vitré Communauté          | 17,64            | 905 (2022)                        | 51                 | modifier les données · modifier les données |
| Le Pertre                                      | 35217      | CA Vitré Communauté          | 43,63            | 1 372 (2022)                      | 31                 | modifier les données · modifier les données |
| Rannée                                         | 35235      | CA Vitré Communauté          | 51,95            | 1 081 (2022)                      | 21                 | modifier les données · modifier les données |
| Retiers                                        | 35239      | CC Roche aux Fées Communauté | 41,38            | 4 553 (2022)                      | 110                | modifier les données · modifier les données |
| Saint-Germain-du-Pinel                         | 35272      | CA Vitré Communauté          | 11,30            | 1 007 (2022)                      | 89                 | modifier les données · modifier les données |
| Sainte-Colombe                                 | 35262      | CC Roche aux Fées Communauté | 7,58             | 364 (2022)                        | 48                 | modifier les données · modifier les données |
| La Selle-Guerchaise                            | 35325      | CA Vitré Communauté          | 2,14             | 153 (2022)                        | 71                 | modifier les données · modifier les données |
| Le Theil-de-Bretagne                           | 35333      | CC Roche aux Fées Communauté | 24,20            | 1 720 (2022)                      | 71                 | modifier les données · modifier les données |
| Thourie                                        | 35335      | CC Roche aux Fées Communauté | 24,04            | 857 (2022)                        | 36                 | modifier les données · modifier les données |
| Torcé                                          | 35338      | CA Vitré Communauté          | 14,03            | 1 270 (2022)                      | 91                 | modifier les données · modifier les données |
| Vergéal                                        | 35350      | CA Vitré Communauté          | 11,21            | 804 (2022)                        | 72                 | modifier les données · modifier les données |
| Visseiche                                      | 35359      | CA Vitré Communauté          | 16,03            | 868 (2022)                        | 54                 | modifier les données · modifier les données |
| Canton de la Guerche-de-Bretagne               | 3510       |                              | 664,42           | 42 432 (2022)                     | 64                 | modifier les données                        |

## Démographie

### Démographie avant 2015
| 1962   | 1968   | 1975   | 1982   | 1990   | 1999   | 2006   | 2011   | 2012   |
| ------ | ------ | ------ | ------ | ------ | ------ | ------ | ------ | ------ |
| 11 343 | 11 171 | 10 780 | 10 782 | 10 576 | 10 887 | 11 696 | 12 406 | 12 431 |

### Démographie depuis 2015
En 2022, le canton comptait 42 432 habitants, en évolution de +2,39 % par rapport à 2016 (Ille-et-Vilaine : +5,46 %, France hors Mayotte : +2,11 %).
| 2013   | 2018   | 2022   |
| ------ | ------ | ------ |
| 40 756 | 41 604 | 42 432 |